# Those Good Old Days
Those Good Old Days é um filme de comédia dos Estados Unidos de 1913, estrelado por Mabel Normand, Ford Sterling, Phyllis Allen e Fred Mace.